# Margaret Davies
Margaret Sidney Davies (née le 14 décembre 1884 à Llandinam au Pays de Galles et morte le 13 mars 1963 à Londres) est une collectionneuse d'art et mécène galloise. Avec sa sœur Gwendoline Davies, elle fait partie des plus grands collectionneurs d'art (notamment d'impressionnistes et de post-impressionnistes) de Grande-Bretagne au XXe siècle. Sa collection a été léguée au musée national de Cardiff après sa mort.

## Famille
La fortune de la famille Davies est due à leur grand-père, l'industriel David Davies (1818-1890).   Ce Gallois, d'abord simple propriétaire d'une scierie, est devenu au fil des années l'un des entrepreneurs les plus riches de Grande-Bretagne. Ses vastes possessions comprenaient des mines de charbon, des lignes de chemin de fer et des chantiers navals. Son fils unique, Edward Davies (1852–1898), hérite de sa fortune. Il épouse la fille d'un pasteur méthodiste, Mary Jones, dont il a David (1880-1944), devenu baron en 1932, Gwendoline (1882-1951) et Margaret. Mary Davies meurt en 1888 et Edward Davies épouse trois ans plus tard sa belle-sœur, Elisabeth Jones (1853-1942).

## Biographie
Après la mort prématurée de leur mère, c'est leur tante (devenue ensuite leur belle-mère) qui veille à l'éducation des deux fillettes aidée de leur gouvernante Jane Blaker. Elles étudient à la Highfield School de Hendon. Bien que Margaret Davies soit férue plus tard de la langue galloise, celle-ci n'est pas parlée à la maison. Les enfants sont élevés dans la stricte observance du méthodisme de tendance calviniste. Margaret Davies garde toute sa vie l'empreinte d'un christianisme protestant, rigoriste et ouvert aux œuvres de charité et à l'engagement social. Le luxe excessif et l'oisiveté sont fortement réprouvés. Les leçons de danse et les soirées à l'opéra leur sont strictement interdites dans leur jeunesse. La jeune fille s'intéresse au jardinage, à l'art pictural, à la littérature et à la musique, ainsi qu'aux œuvres de charité. Elle joue de la harpe et peint avec goût. Elle étudie ensuite à la Slade School of Art à Londres et fait des voyages d'études en France, en Italie et en Allemagne pour approfondir ses connaissances artistiques. C'est en 1906 qu'elle commence avec sa sœur Gwendoline sa collection d'art. Elle se concentre d'abord sur les tableaux de l'École de Barbizon, avant de s'orienter à partir de 1912 vers les Impressionnistes. Les deux sœurs ont suffisamment de tableaux pour les montrer en 1913 à une exposition à l'hôtel de ville de Cardiff pour la première fois.
Pendant la Première Guerre mondiale, les deux sœurs s'engagent à la Croix-Rouge; elles s'occupent des réfugiés belges fuyant leur pays en France après l'invasion allemande. Elles tissent des liens d'amitié à cette occasion avec Thomas Jones et le major Burdon-Evans en Belgique, et accueillent des artistes et des étudiants belges au pays de Galles jusqu'à la fin de la guerre, dont George Minne et les peintres Valerius de Saedeleer et Gustave Van de Woestyne avec leurs familles.
En 1916, les deux sœurs travaillent pour le comité londonien de la Croix-Rouge française. Elle part en juin 1917 pour la France près de Troyes pour soigner des soldats dans un camp de transit de l'armée française. Elle est épaulée par sa sœur qui travaillaient déjà depuis plusieurs mois à la cantine de ce camp.

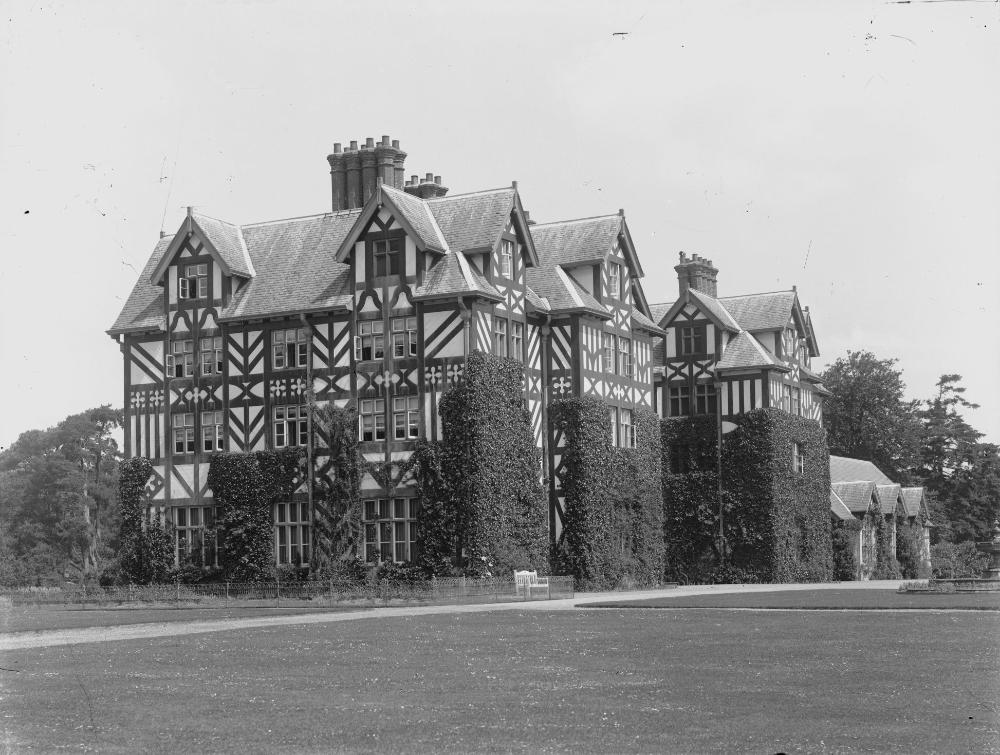
Le manoir de Grenygog.

En 1920, les deux sœurs achètent le manoir de Gregynog au Pays de Galles. Elles restaurent la demeure et le domaine et décident en plus de leur demeure d'en faire un centre artistique. Elles y fondent en 1922 la Gregynog Press, maison d'édition spécialisée dans les livres d'art à tirage limité. Margaret Davies, en lien avec la Welsh Folk Song Society et l'University Music Club d'Aberystwyth décide de fonder aussi un festival de musique en 1932 dans la propriété qui se tient trois ou quatre jours tous les ans. Elles y invitent Vaughan Williams, Gustav Holst, Edward Elgar et Benjamin Britten et le festival rayonne dans tout le pays parmi les amateurs et professionnels jusqu'à la fin des années 1930. Stanley Baldwin et George Bernard Shaw comptent parmi leurs familiers.
Margaret Davies, demeurée comme sa sœur célibataire, lègue le manoir de Gregynog en 1960 à l'University of Wales, dont elle avait été faire docteur honoris causa en 1949. Comme sa sœur, elle fait don de sa propre collection après sa mort au National Museum Cardiff.

## Collection
Margaret Davies commence sa collection en 1906 avec un tableau du peintre anglais Hercules Brabazon Brabazon (1821-1906). Conseillée par Hugh Blaker, frère de son ancienne gouvernante et conservateur du Holburne Museum of Art de Bath,
elle achète en 1908 La Tempête de William Turner, puis des tableaux plutôt conformistes comme Le Jeu de piquet d'Ernest Meissonier et de l'École de Barbizon. Mais c'est avec la Fête Champêtre de Narcisse Díaz de la Peña, Le Pêcheur à l'ancre et la Vue de Corbeil au matin de Corot et La Famille paysanne de Millet que son goût s'affirme.
En 1912, David Croal-Thomsen, connaissance d'Hugh Blaker, qui travaille pour la filiale londonienne de Durand-Ruel, commence à conseiller Margaret Davies. C'est par son entremise qu'elle achète ses premiers impressionnistes, dont Le Retour des vendangeurs de Lhermitte, Palazzo Dario, Venise et Le Pont de Charing-Cross, Londres de Monet et Tête d'une jeune fille de Renoir. Elle achète aussi Les Buveurs de Daumier et la sculpture de Saint Jean-Baptiste de Rodin.
Contrairtement à sa sœur, elle n'achète rien pendant la guerre si ce n'est Jeunes Filles assises d'Alfred Stevens, en janvier 1918 à Londres. En 1919, elle achète deux versions du Wagon de troisième classe de Daumier. Elle vend la version à l'huile en 1960.
Au début des années 1920, elle acquiert plusieurs toiles impressionnistes ou post-impressionnistes importantes. De Pissarro, elle entre en possession de Crépuscule à Rouen et Le Pont-Neuf sous la neige et de Manet Bateaux à Argenteuil. Ensuite, elle a un coup de cœur pour La Fête du village et La Plage de Trouville de Boudin, L'Orage de Millet, Une mère et son enfant dans un jardin de Bougival par Berthe Morisot et Madame Zborowska d'André Derain.
Les sœurs Davies cessent en 1926 d'acheter des tableaux à cause de la crise sociale qui commence en Grande-Bretagne et se consacrent à des œuvres de charité; qu'elles continuent après la crise de 1929.
Après la mort de sa sœur en 1951, Margaret Davies renouvelle sa collection. Elle achète Vue de Moret d'Alfred Sisley et des œuvres contemporaines de peintres modernes moins connus alors, comme La Ciotat d'Othon Friesz, La Rue de village de Maurice Utrillo, Rayon de soleil à Vernon de Pierre Bonnard et Pluie, Mont Plaisant, Algérie d'Albert Marquet et d'autres. Elle collectionne aussi des œuvres de peintres anglais et gallois de cette époque, conseillée par le musée national de Cardiff. Celui-ci hérite à sa mort de 152 œuvres d'art venues de la fondation de Margaret Davies. Margaret Davies et sa sœur Gwendoline, conseillée par Hugh Lane appartiennent aux premiers collectionneurs d'importance d'art moderne de Grande-Bretagne. Leurs collections ont influencé d'autres personnalités, comme Samuel Courtauld.

## Tableaux de la collection de Margaret Davies

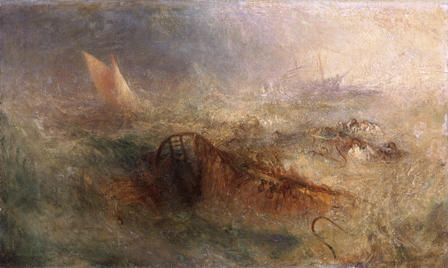
William Turner: La Tempête
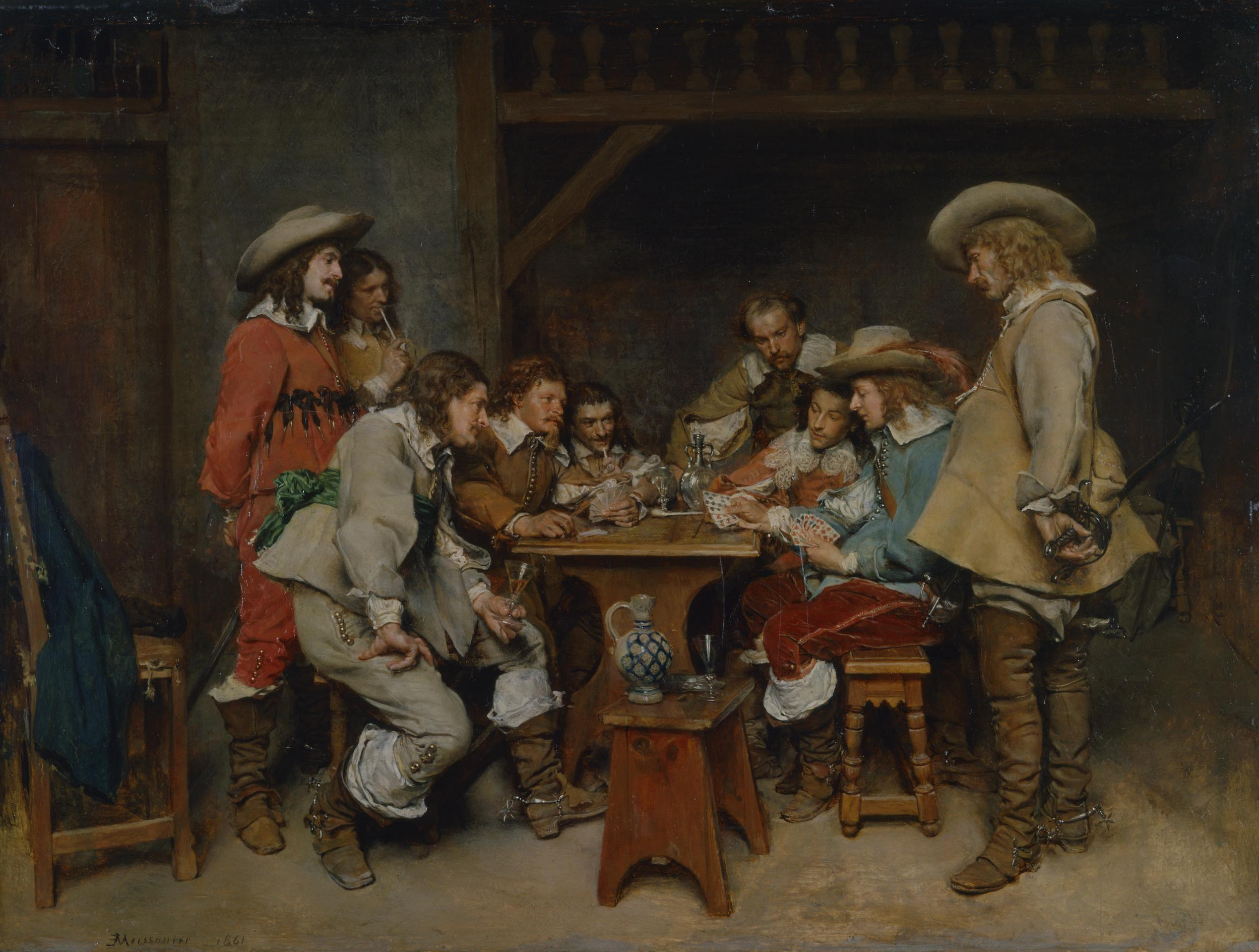
Ernest Meissonier: Le Jeu de piquet
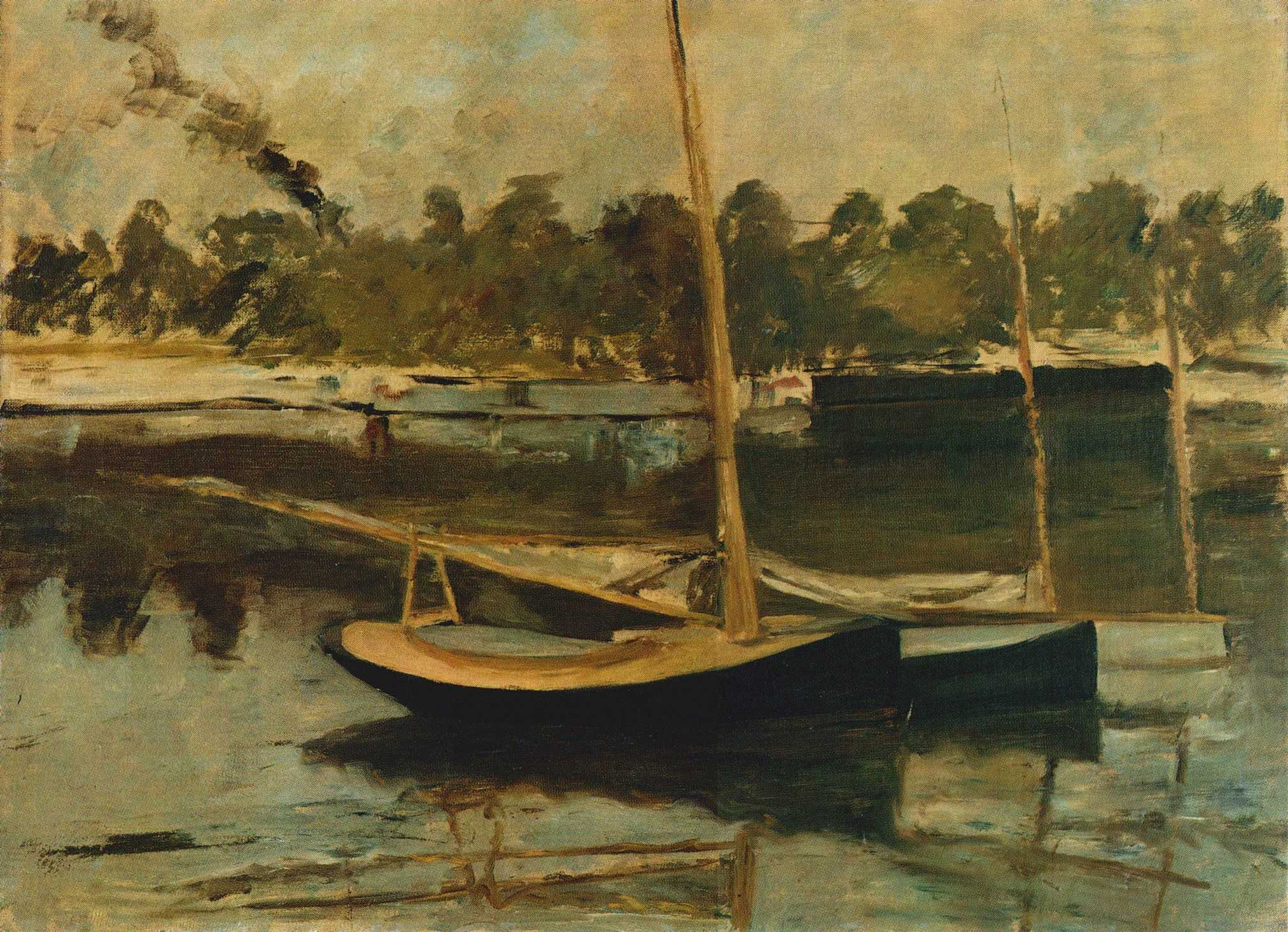
Édouard Manet: Voiliers à Argenteuil
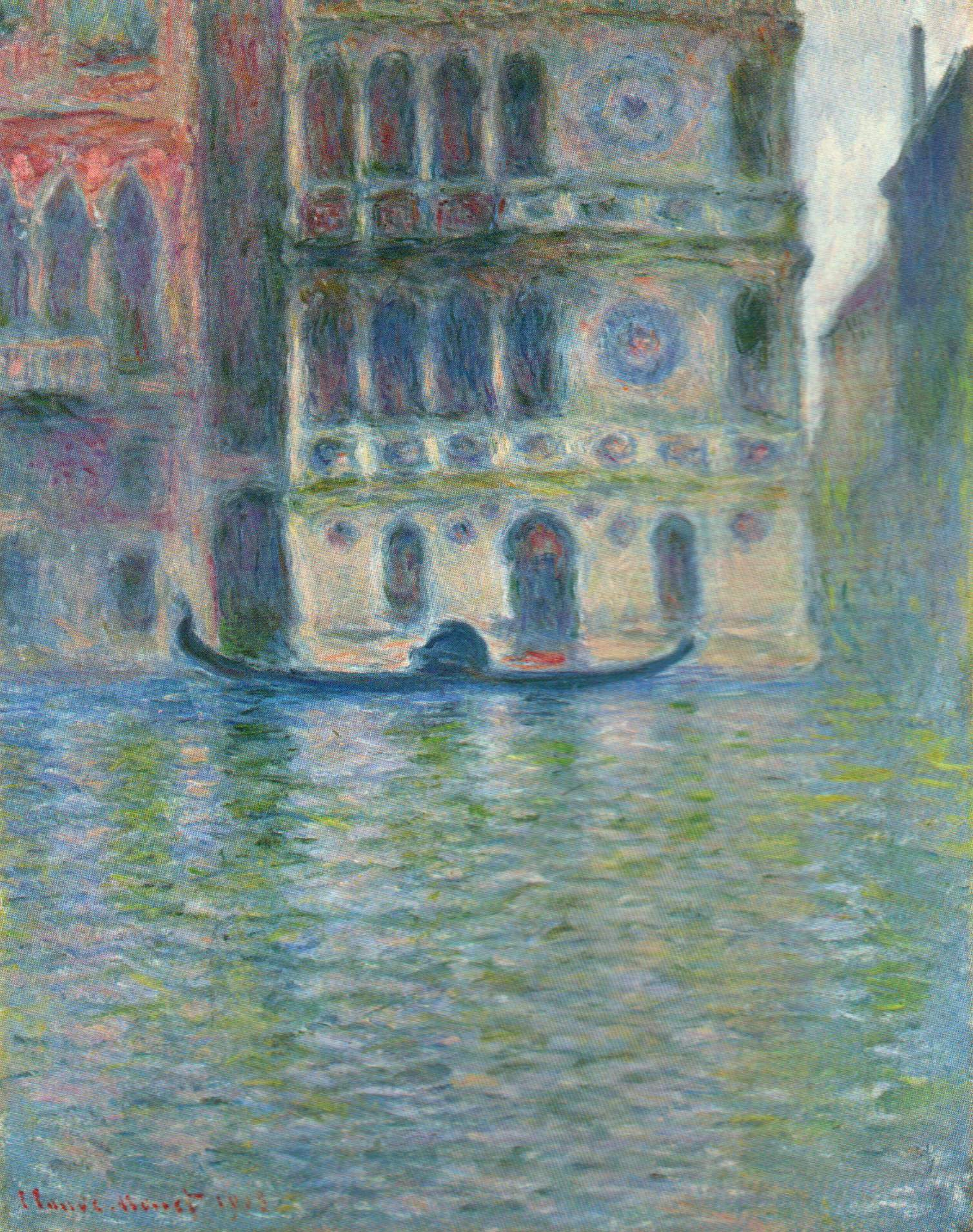
Claude Monet: Palazzo Dario, Venise